# الأطفيحية (عمل)
الأعمال الأطفيحية هو تقسيم جُغرافي مصري استُحدث في عصر الدولة الفاطمية على أراضي كورة أطفيح التي كانت تُعرف بكورة الشرقية لوقوعها شرق نهر النيل، والتي كانت إحدى كور الوجه القبلي، وكانت قاعدتها مدينة أطفيح، وظل العمل قائمًا بهذه الأعمال حتى بداية العصر العثماني في مصر.

## نواحي أعمال الأطفيحية

### نواحي لا زالت موجودة إلى اليوم
| المحافظة       | المركز         | القرى |
| -------------- | -------------- | --- |
| الجيزة         | أطفيح          | أطفيح · البُرنبل · دير الجميزة · صول · الحلف · الصالحية · قُبيبات أسكر وأطفيح · الكلبية · القلابية · مسجد موسى · منيل سلطان  |
| الجيزة         | الصف           | أسكر · الحي الكبير · الحي الصغير · منيل الباساك · غمازة · الدغشية · أخصاص غمازة · أقواز بني بحر · حي الشرفا · الصف · الودي |
| الجيزة         | العياط         | الكبيرة وباطن بركات · جزيرة أبو تركي · باطن عمار                                                                           |
| بني سويف       | الواسطى        | جزيرة الوسطا · جزيرة المساعدة                                                                                              |
| بني سويف       | ببا            | غياضة |
| بني سويف       | بني سويف       | بياض · سنور |
| القاهرة الكبرى | القاهرة الكبرى | التبين · حلوان · طره |

### نواحي اندثرت

#### نواحي اندثرت مُحدّدة الموقع
| القرية         | ملاحظات                                                                                                   |
| -------------- | --- |
| الأشعاب        | ذكرها ابن الجيعان في الأعمال الأطفيحية، ومحلها اليوم «حوض الأشعاب» التابع لناحية مسجد موسى.               |
| العدوية        | ذكرها ابن مماتي في الأعمال الأطفيحية، وأرضها اليوم تابعة لناحية معادي الخبيري.                            |
| باطن عمران     | ذكرها ابن الجيعان في الأعمال الأطفيحية، وومحلها اليوم «حوض باطن عمران» التابع لناحية بياض العرب.          |
| بركة الحبش     | ذكرها ابن مماتي في الأعمال الأطفيحية، وأرضها اليوم تابعة لناحية البساتين.                                 |
| جزيرة الشوبك   | ذكرها ابن مماتي في الأعمال الأطفيحية، وأرضها اليوم تابعة لناحية الشوبك الغربي.                            |
| جزيرة الصف     | ذكرها ابن الجيعان في الأعمال الأطفيحية، وأرضها اليوم تابعة لناحية المتانية.                               |
| جزيرة العجماوي | ذكرها ابن الجيعان في الأعمال الأطفيحية، وأرضها اليوم تابعة لناحية الصالحية.                               |
| جزيرة القط     | ذكرها ابن مماتي في الأعمال الأطفيحية، وأرضها اليوم تابعة لناحية البدرشين.                                 |
| جزيرة القطوري  | ذكرها ابن مماتي في الأعمال الأطفيحية، وابن الجيعان في الأعمال الجيزية، وأرضها اليوم تابعة لناحية القطوري. |
| خترب           | ذكرها ابن الجيعان في الأعمال الأطفيحية، ومحلها اليوم «حوض ختروب» التابع لناحية أطفيح.                     |
| رأس الخليج     | ذكرها ابن الجيعان في الأعمال الأطفيحية، وأرضها اليوم تابعة لناحية الحلف الغربي.                           |

#### نواحي اندثرت مجهولة الموقع
- أحواض رومي[13]
- الاسطبل[7]
- الخِرس[4]
- الزنقور البحري[7]
- الزنقور القبلي[7]
- الشقة[7]
- المساعدة[7]
- الموصليات[7]
- باطن البانياسي[7]
- بني مانوك[14]
- جزائر الميمون[14]
- جزيرة إبراهيم بن فايز[14]
- جزيرة أبو علي[14]
- جزيرة الاسطبل[14]
- جزيرة البوصة[14]
- جزيرة الجاهل[14]
- جزيرة الفار[14]
- جزيرة القسيس[24]
- جزيرة الكلبية[14]
- جزيرة بركات[14]
- جزيرة بياض[14]
- جزيرة رماد تزمنت[14]
- جزيرة قيصر الرقيمي[14]